# Cantonul Mamers
Cantonul Mamers este un canton din arondismentul Mamers, departamentul Sarthe, regiunea Pays de la Loire, Franța.

## Comune
| Comune                  | Populație (1999) | Cod poștal | Cod INSEE |
| ----------------------- | ---------------- | ---------- | --------- |
| Commerveil              | ...              | 72600      | 72086     |
| Contilly                | ...              | 72600      | 72091     |
| Louvigny                | ...              | 72600      | 72170     |
| Mamers                  | ...              | 72600      | 72180     |
| Marollette              | ...              | 72600      | 72188     |
| Les Mées                | ...              | 72260      | 72192     |
| Panon                   | ...              | 72600      | 72227     |
| Pizieux                 | ...              | 72600      | 72238     |
| Saint-Calez-en-Saosnois | ...              | 72600      | 72270     |
| Saint-Cosme-en-Vairais  | ...              | 72110      | 72276     |
| Saint-Longis            | ...              | 72600      | 72295     |
| Saint-Pierre-des-Ormes  | ...              | 72600      | 72313     |
| Saint-Rémy-des-Monts    | ...              | 72600      | 72316     |
| Saint-Rémy-du-Val       | ...              | 72600      | 72317     |
| Saint-Vincent-des-Prés  | ...              | 72600      | 72324     |
| Saosnes                 | ...              | 72600      | 72326     |
| Vezot                   | ...              | 72600      | 72372     |
| Villaines-la-Carelle    | ...              | 72600      | 72374     |